# フィリップ・フォーク
フィリップ・フランシス・フォーク（Philip Francis Fowke、1950年6月28日 - ）は、イギリスのピアノ奏者。
バッキンガムシャーのジェラーズ・クロスの生まれ。
1967年から1974年までロンドン王立音楽院で学び、マジョリー・ウィザースとゴードン・グリーンの薫陶を受けた。
1974年にロンドンのウィグモア・ホールでデビューし、同年びBBC主催で開かれたピアノ・コンクールで一位なしの二位入賞を果たした。
1977年のシドニー国際ピアノコンクールでは入賞こそ逃したものの、ファイナリストに名を連ねた。
1979年にはジョン・アイアランドのピアノ協奏曲を演奏してプロムスに初登場したり、アイリーン・ジョイスとも共演を果たしたりした。
1984年から1987年まで母校のロンドン王立音楽院で教鞭をとった。2000年よりロンドン・ピアノ四重奏団の団員を務める。